# Gaper Oh Johnny

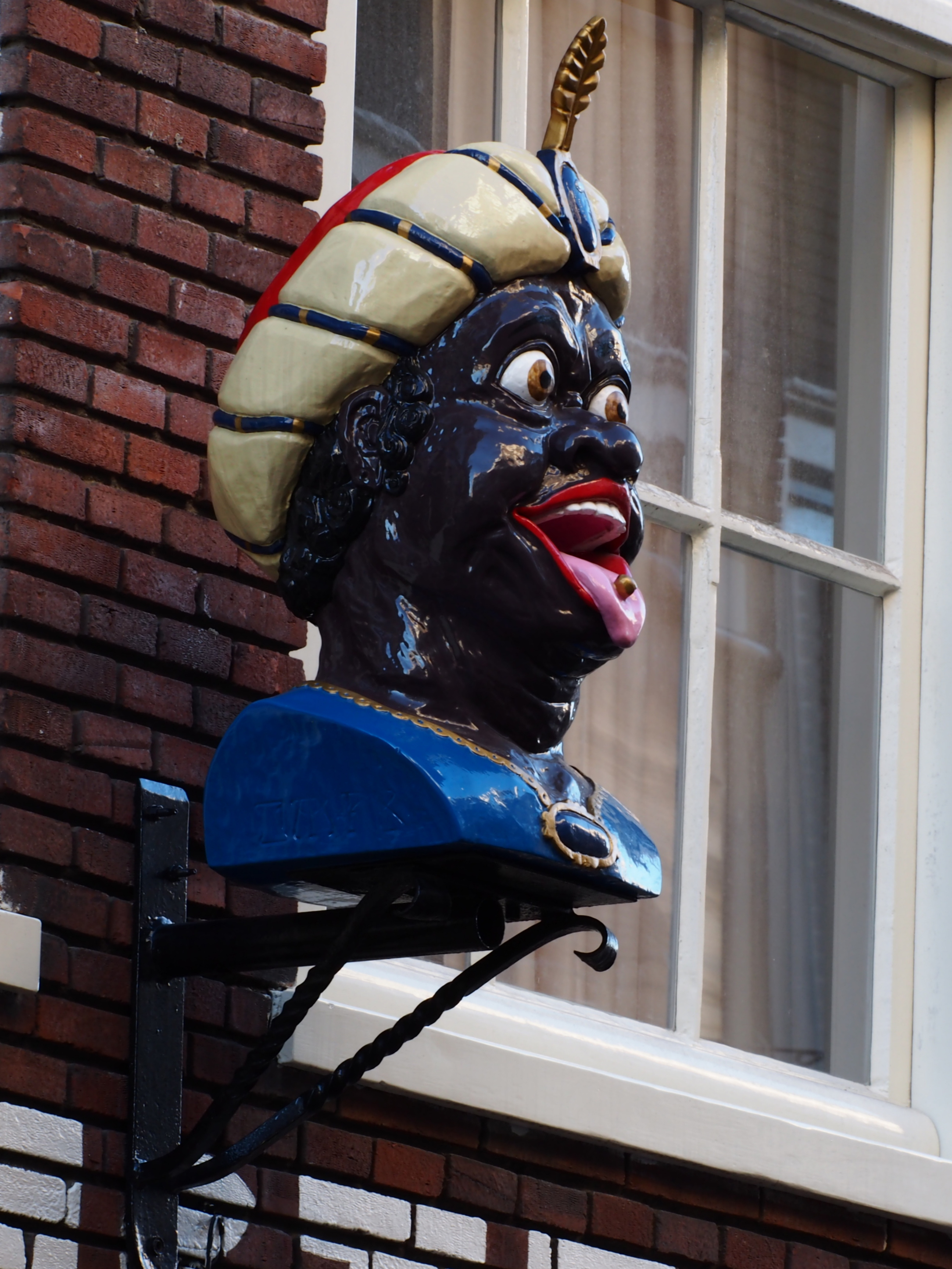
Gaper Het Heertje van Mackenbach (2014)

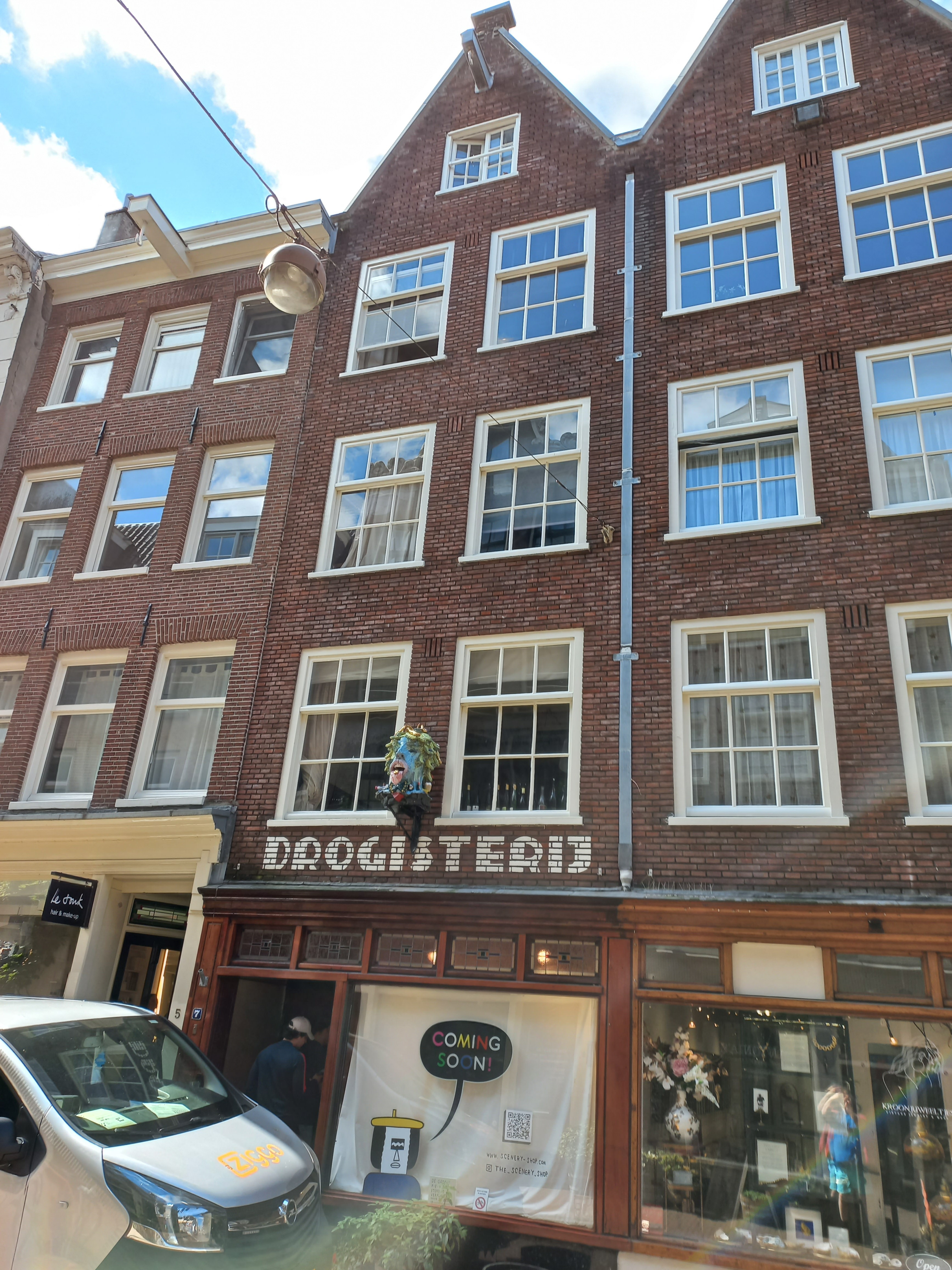
Herenstraat 7 (juni 2024)

Gaper Oh Johnny is een artistiek kunstwerk in Amsterdam-Centrum. Het heeft de vorm van een gaper.

## Geschiedenis
Gapers en gevelstenen werden in de tijd dat gemeente Amsterdam nog geen officiële straatnamen kende, gebruikt om een adres aan te duiden. Ze zijn dan ook meestal binnen de grachtengordel te vinden. Midden 19e eeuw kreeg Amsterdam wel officiële straatnamen en huisnummering en werd die gevelkunst minder gebruikt en langzaam aan verdween een groot aantal uit het straatbeeld. 
Deze gaper, bekend als Gaper Het Heertje, kwam echter pas veel later tot stand. Kunstenaar Joop Mackenbach maakte hem in de jaren tachtig voor de drogisterij Herenstraat 7 te Amsterdam. Mackenbach was werkzaam bij een restauratieatelier (schrijnwerker, meest meubelen), maar maakt ook een aantal houten gapers, soms in de vorm van een Moor. Zo ook voor deze drogisterij; de vakgroep gebruikte deze manier wel vaker om pillenvreters op een karikaturale manier weer te geven (tong uit de wijd opengesperde mond, waarop men het pilletje moest leggen).  Overigens had Herenstraat 5, in 1928 een winkel in homeopathische geneesmiddelen ook een gaper..
Alhoewel redelijk hoog in de gevel geplaatst, werd het toch in november 2016, net gerestaureerd gestolen. Daders en motief bleven onbekend.
Ondanks dat de mening over dit soort karikaturen al aan het kantelen was, bestelde de drogist een nieuwe, die opnieuw aan de gevel werd gehangen. Deze replica hield het nog geen vier jaar uit. Een spottende opmerking van Sylvia Witteman op social media werd door anderen als serieus genomen en veroorzaakte daar een relletje. De uitbater van de zaak kreeg steeds meer vragen en opmerkingen. Hij besloot uiteindelijk de gaper in juli 2020 van de muur af te halen. Voor de ontstane commotie bood Witteman later haar excuses aan; ze wees ook op de ontstaansgeschiedenis van dergelijke gapers, zonder tekenen van racisme, Zwarte Pietdiscussie of slavernij.  De uitbater wilde hiermee verdere polarisatie vermijden. 

## Versie 2021
Kunstenaar Adriaan Rees zag het met lede ogen aan. Hij was juist beeldhouwer geworden door de gapers, dan toch vooral volkskunst. Hij stapte naar de winkelier en bood aan een nieuwe te maken. Als vanzelf probeerde hij een nieuw beeld met de werktitel Oh Johnny te maken, geïnspireerd op het oude, maar de winkelier wilde een “nieuw eigen beeld”. Een verband met het gelijknamige lied Oh Johnny van Tante Leen drong zich op maar is nooit bevestigd; het gebouw staat in de Jordaan. Voor de financiën zocht hij steun bij het Amsterdamse Fonds voor de Kunst. Door de coronapandemie kreeg hij meer (tijd)ruimte om aan de gaper te werken. Hij koos voor een genderneutraal beeld (androgyn). De opengesperde mond voor de pil bleef, maar ook de haarlokken hebben de vorm van een tong gekregen. Volgens de kunstenaar is dat niet alleen een verwijzing naar slikken, maar ook naar het spreekwoord “de tongen losmaken”. Het hoofd werd omringd door attributen die in de 21e eeuw te koop zijn: scheerkwasten, lippenstift, deodorant en crème. 
Het plaatsen van de nieuwe gaper, dat nog een heel werk was in deze nauwe straat, zag de winkelier toch als een vorm van stil protest. De nieuwe gaper werd 14 oktober 2021 onthuld. 

## Herenstraat 7
In de gevelwanden van de Herenstraat staan diverse gemeentelijke en rijksmonumenten. Herenstraat 7 heeft die status niet. Het gebouw werd in 1934 (vermoedelijk na een brand) aanmerkelijk verbouwd onder begeleiding van Justus Hendrik Scheerboom, die in Amsterdam wel meer historiserende gebouwen heeft ontworpen. Afgaand op een foto uit 1934 waren huisnummers 7 en 9 tot 1934 behoorlijk verschillend. Zo had gebouw 7 een een dak boven een daklijst en nummer 9 een puntdak achter een halsgevel met klauwstukken  Na de verbouwing stonden er twee identieke panden met twee raamgangen afgesloten door tuitgevels, nog wel enigszins in de vorm van een pakhuis (zie bijvoorbeeld een soort laadluik in de tuitgevel). De winkels hebben houten etalages die verraden dat Scheerboom ook wel ontwierp in de bouwstijl Amsterdamse School. Alhoewel gaper en reclameschildering nog wijzen op een drogisterij, is er in 2024 The Scenery Shop (onder andere woninginrichting) gevestigd.